# آلن شونس
آلن ادواردو شونس (زاده ۲۴ مه ۱۹۹۳)، بازیکن فوتبال برزیلی است که برای باشگاه پرتغالی پنافیل، بازی می کند.  

## افتخارات
موریرنز
- Taça da Liga : 2016-17